# Trilby (film fra 1915)
 For alternative betydninger, se Trilby (flertydig). (Se også artikler, som begynder med Trilby)
Trilby er en amerikansk stumfilm fra 1915 af Maurice Tourneur.

## Medvirkende
- Wilton Lackaye som Svengali
- Clara Kimball Young som Trilby O'Ferral
- Paul McAllister som Gecko
- Phyllis Neilson-Terry
- Chester Barnett